# 哈迪曼峰
哈迪曼峰（英語：Hardiman Peak），是南極洲的山峰，位於杜費克海岸，屬於奧拉夫王子山脈的一部分，處於佐季科夫冰川北岸，海拔高度1,210米，現時由南極條約體系管理。
85°1′S 169°23′W / 85.017°S 169.383°W